# Kmetovce
Kmetovce (en serbocroata: Kmetovce / Кметовце) o Kmetoc (en albanés: Kmetoc) es un pueblo en el municipio de Gnjilane del distrito de Gnjilane de Kosovo.

## Geografía
Kmetovce se encuentra en la cuenca del río Prilepnica, cerca del desfiladero de Miresh.  

## Historia
Kmetovce se menciona en 1437 y cerca del asentamiento se encuentran los restos de un antiguo monasterio construido durante la época del emperador serbio Esteban Dušan. La iglesia del monasterio fue dedicada por primera vez a San Dimitri y más tarde Santa Bárbara. La iglesia fue destruida después de la batalla de Kosovo en 1389 y completamente destruida en el siglo XVIII. Tras esa demolición, las piedras labradas de sus muros se utilizaron para construir puentes sobre dos ríos cercanos.
En 1897, había 30 hogares serbios y 15 albaneses, que en 1901 se redujeron a 21 serbios con pocos albaneses; en 1911, había 26 serbios. El censo de 1913 encontró 307 residentes, que aumentaron a 281 en 46 hogares en 1921. A principios de 1999, había 79 hogares albaneses de 675 residentes, 90 hogares serbios con 540 residentes y 3 hogares romaníes con 14 residentes. 

## Demografía
La evolución demográfica de Kmetovce entre 1948 y 2011 fue la siguiente:
| 525                                                 | 637 | 770 | 919 | 982 | 1030 | 691 |
| (Fuente: Population of Kosovo since Yugoslav times) |     |     |     |     |      |     |

Según el censo de 2011 (boicoteado parcialmente por los serbios), los albaneses representaban el 87,7% de la población (606 personas); y los serbios, el 12,16% (84 personas).

## Infraestructura

### Arquitectura, monumentos y lugares de interés
En el pueblo se encuentran las ruinas de la iglesia de Santa Bárbara, que forma parte del monasterio de Kmetovce y fue construida en el siglo XIV. El sitio está incluido en la lista de monumentos culturales de Kosovo.